# Silverio Franconetti

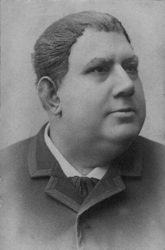
Silverio Franconetti, vor 1875

Silverio Franconetti, auch einfach Silverio genannt (* 10. Juni 1831 in Sevilla; † 30. Mai 1889 ebenda), war ein berühmter spanischer Flamenco-Sänger und eine maßgebliche Persönlichkeit im „Goldenen Zeitalter“ (1869–1910) des Flamenco. In dieser Zeit entstanden viele musikalische Formen und die Aufführungen verlagerten sich von privaten Veranstaltungen hin zu professionellen Auftritten in den Cafés cantantes.

## Biografie
Seine Eltern waren Nicolás Franconetti aus Italien und der Spanierin María de la Concepción Aguilar, geboren in Alcalá de Guadaira. Er verbrachte seine Kindheit und Jugend in dem Dorf Morón de la Frontera, aus dem zahlreiche Flamencokünstler stammen, und wurde zunächst Schneider. Angeblich erlernte er Lieder im Flamenco-Stil der andalusischen Gitanos durch Zuhören und wurde von El Fillo, einem der ersten literarisch überlieferten Flamenco-Sänger ermutigt, seinen Beruf als Schneider gegen eine Karriere als Sänger, zuerst in Sevilla und später in Madrid, wo er in den 1840er Jahren erstmals auftrat, einzutauschen. Mitte der 1850er Jahre reiste er nach Buenos Aires. Im Alter von 25 Jahren zog er nach Montevideo, Uruguay, wo er als Soldat und Picador lebte. Im Jahr 1864 kehrte er nach Spanien zurück und nahm seine Karriere als Sänger wieder auf. In Cádiz bezeichnete man ihn als „König der Flamencosänger“, im Teatro Principal (Jerez de la Frontera) trat er 1865 auf. Die Zeitung El Guadalete schrieb: „Diese neuartige Interpretation der lebendigen und volkstümlichen Folklore wird Flamenco genannt“ Begleitgitarrist Franconettis war José Patiño Gonzáles. Im Jahr 1870 übernahm Franconetti die künstlerische Leitung des Salón Recreo und schränkte das musikalische Angebot weitgehend auf Flamencodarbietungen ein. Zusammen mit Manuel Ojeda Rodriguez El Burrero eröffnete er 1871 ein Café cantante. Da für El Burrero das geschäftliche, für Silverio aber die künstlerische Qualität entscheidend war, trennten sie sich bald. Silverio eröffnete 1881 sein eigenes Café cantante, das Café de Silverio, in dem er (nun größter Konkurrent von Manuel Ojeda, der Betreiber des Burrero) selbst regelmäßig auftrat und in das er die hervorragendsten Flamenco-Künstler seiner Zeit einlud, vor allem Künstler der Sevillaner Flamencoszene, aber auch aus Jerez, Mairena, Lebrija, Utrera und Cádiz, wo er 1886 den 17-jährigen Sänger Antonio Chacón kennenlernte. Silverios Café gab in Andalusien und dem restlichen Spanien den Anstoß zur Eröffnung zahlreicher Cafés cantantes in nur wenigen Jahren. Der herzkranke Sänger starb am 30. Mai 1889.

## Werk
Silverio wurde stark von El Fillo beeinflusst, von dem er vieles für sein Repertoire lernte. Gemäß der Annahmen einiger Autoren der traditionellen Flamencologie passte er diese Lieder seinem eigenen Stil an. Da es keine Tonaufnahmen von Silverio gibt, ist es jedoch schwierig, irgendeine Flamenco-Form als seine Schöpfung zu deklarieren. Die Cabales de Silverio wird oft El Fillo zugeordnet. Trotz aller Debatten über mögliche Zuordnungen gilt er als der bekannteste Flamenco-Sänger seiner Zeit.
Die Popularisierung des Flamenco durch die Cafés cantantes wurde vom Folkloristen Demófilo (Pseudonym von Antonio Machado y Álvarez) kritisiert, der die erste Biografie von Silverio im Buch Colección de cantes flamencos schrieb. Gemäß Demófilo würde die Popularität der Cafés cantantes früher oder später der Absicht von Silverio widersprechen, das Gitano-Genre authentisch zu halten.